# Sericospilus ornatus
Sericospilus ornatus är en skalbaggsart som beskrevs av Given 1960. Sericospilus ornatus ingår i släktet Sericospilus och familjen Melolonthidae. Inga underarter finns listade i Catalogue of Life.